# Olof Olsson i Slängserud den äldre
Olof Olsson (i riksdagen kallad Olsson i Slängserud) född 29 maj 1777 i Nyeds socken, död i januari 1846, var en svensk riksdagsman i bondeståndet.
Olsson företrädde Nyeds bergslag av Värmlands län vid riksdagen 1809–1810 och Nyeds bergslag samt Karlstads och Älvdals härad 1815 och 1817–1818 samt Nyeds och Karlstads härad 1823.
Vid 1815 års urtima riksdag var Olsson fiskal inom bondeståndet, ledamot i bondeståndets enskilda besvärsutskott och i allmänna besvärs- och ekonomiutskottet. Han valdes till fullmäktige i riksgäldskontoret men avsade sig uppdraget. Vid 1817–1818 års urtima riksdag var han återigen fiskal inom bondeståndet, ledamot i lagutskottet, ledamot i förstärkta statsutsskottet och statsrevisorssuppleant. Han erhöll tillstånd att lämna riksdagen. Vid 1823 års riksdag var han ledamot i bondeståndets enskilda besvärsutskott, statsrevisorssuppleant och suppleant i förstärkta stats- och bankoutskotten.
Olof Olsson var far till riksdagsmannen Olof Olsson den yngre.